# ジョン・グローヴァー (画家)

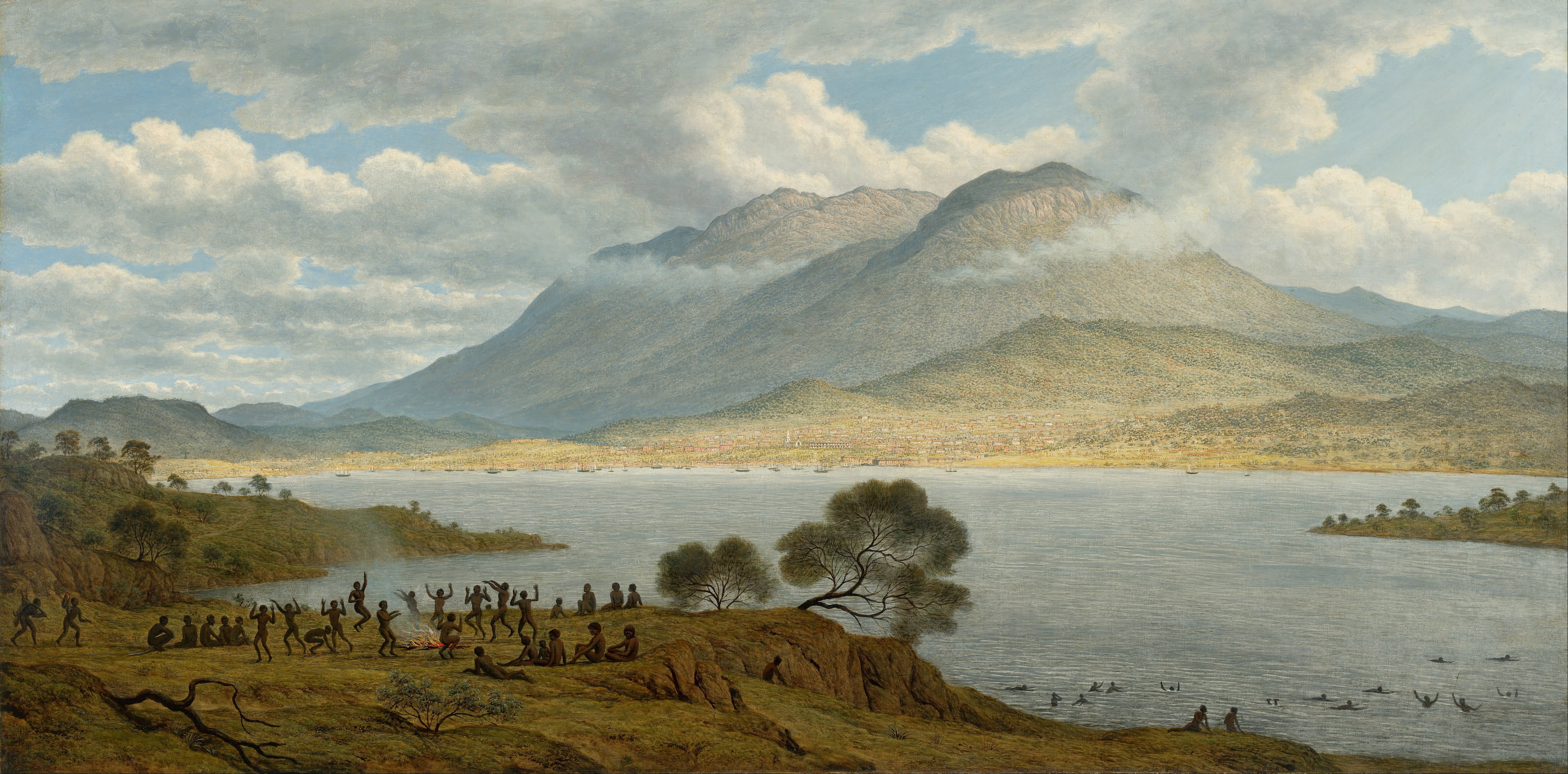
ジョン・グローヴァー作「カンガルー岬から見たウェリントン山とホバート」(1834)、オーストラリア国立美術館

ジョン・グローヴァー（John Glover、1767年2月18日 - 1849年12月9日）は、イギリス生まれの画家である。1831年に家族と当時、ヴァン・ディーメンズ・ランドと呼ばれていたオーストラリアのタスマニアに移住し、「オーストラリア風景画の父」と呼ばれている。

## 略歴
イングランド、イースト・ミッドランズのレスター近くの村、フートン・オン・ザ・ヒル（Houghton on the Hill）の農家に生まれた。カリグラフィー（書道）に習熟し20歳になるころには学校でカリグラフィーを教えた。このころ結婚し、ロンドンに時折出かけウィリアム・ペイン（William Payne: 1760-1830）や ジョン・ウォリック・スミス（1749-1831）といった画家から絵を学んだ。1794年にリッチフィールドに移り、絵の教師として働きはじめ、景勝地に旅し風景画を描いた。
1795年から1804年の間、カンバーランド、ダービーシャー、レスターシャー、ウェールズ、スコットランドの景色を描いた作品をロイヤル・アカデミー・オブ・アーツの展覧会に出展した。アカデミーでは水彩画はあまり評価されなかったこともあり、1804年には水彩画家協会（Society of Painters in Water-Colours）の創設メンバーになった。家族とともにロンドンに移住し、ロンドンで絵画教師として成功した。1807年に水彩画家協会の会長になったが、自らは油絵を描くことが多くなった。 1812年に水彩画家協会は分裂し、グローヴァーは新しく設立された油絵画家・水彩画家協会（Society of Painters in Oils and Watercolours）の会員となった。
1810年から、ロンドンの民間展覧会「British Institution」に毎年で油絵を出展し、ナポレオンが失脚した後のパリに旅した。1814年にパリのサロンに大作を出展し、ルイ18世に注目された。戦争後の不況のため絵が売れなくなり、1817年頃、グローバーはロンドンを離れ、スコットランドの湖水地方に2年間、住んだ後、1818年にイタリアへ旅した。1820年にロンドンのオールド・ボンド・ストリートに画廊を開き、自分や息子の作品や弟子のエドワード・プライス（Edward Price: 1800–1885）の作品も展示した。 1823年に英国芸術家協会の創設メンバーとなり、1830年まで毎年、展覧会を開催した。
1839年に息子たちのうち3人がヴァン・ディーメンズ・ランドと呼ばれていたオーストラリアのタスマニアに移住し、1831年にジョン・グローヴァーも妻ともう一人の息子ともにタスマニアに移った。タスマニアに農場を買い、家族とともに農場を広げ、最終的に7,000エーカー以上の広さの農場を経営した。1835年にタスマニアの風景や風俗を描いた68点の絵画をロンドンに送り、展示した。
1849年にタスマニアのローンセストンで亡くなった

## 作品

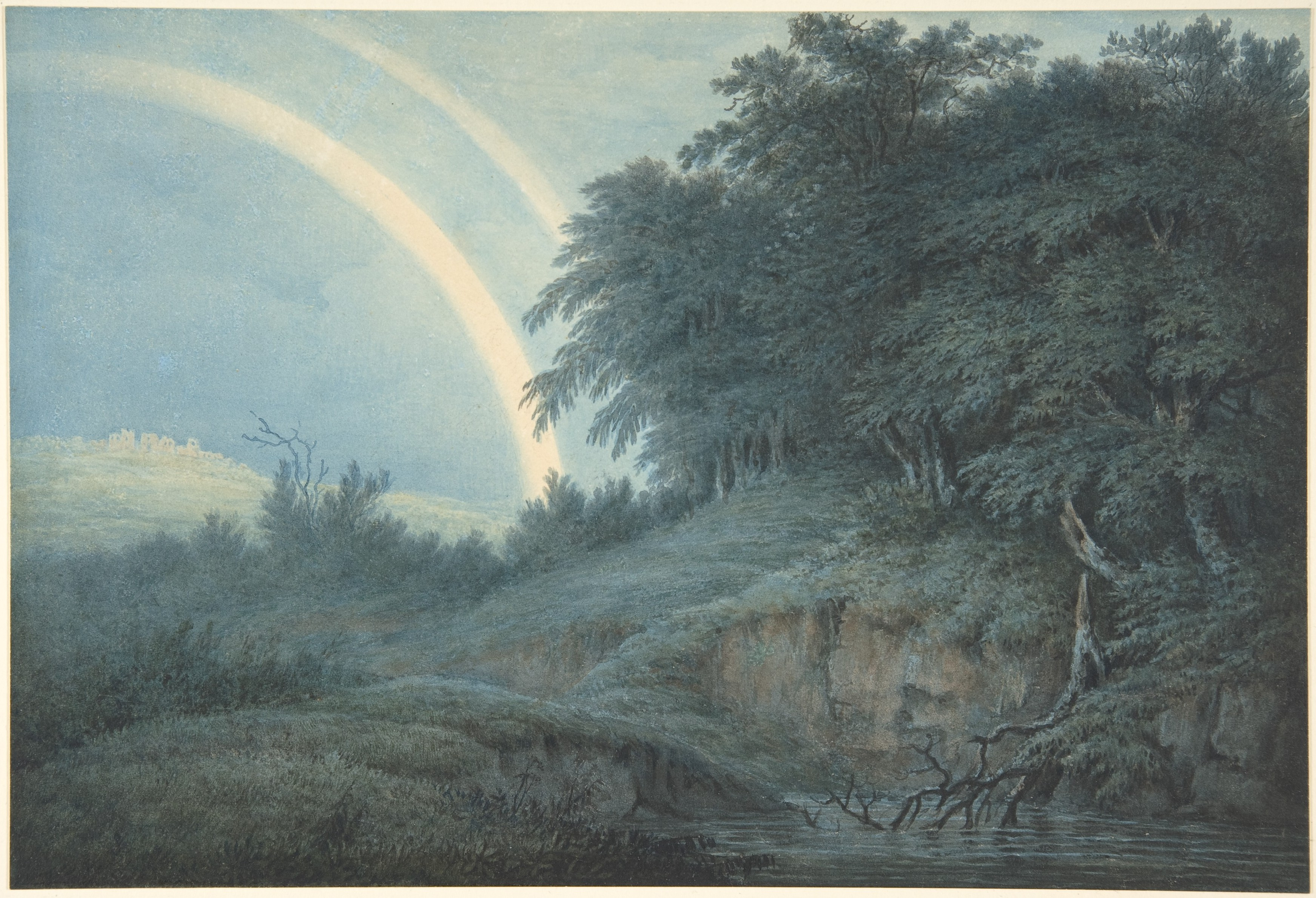
虹 (1794) メトロポリタン美術館
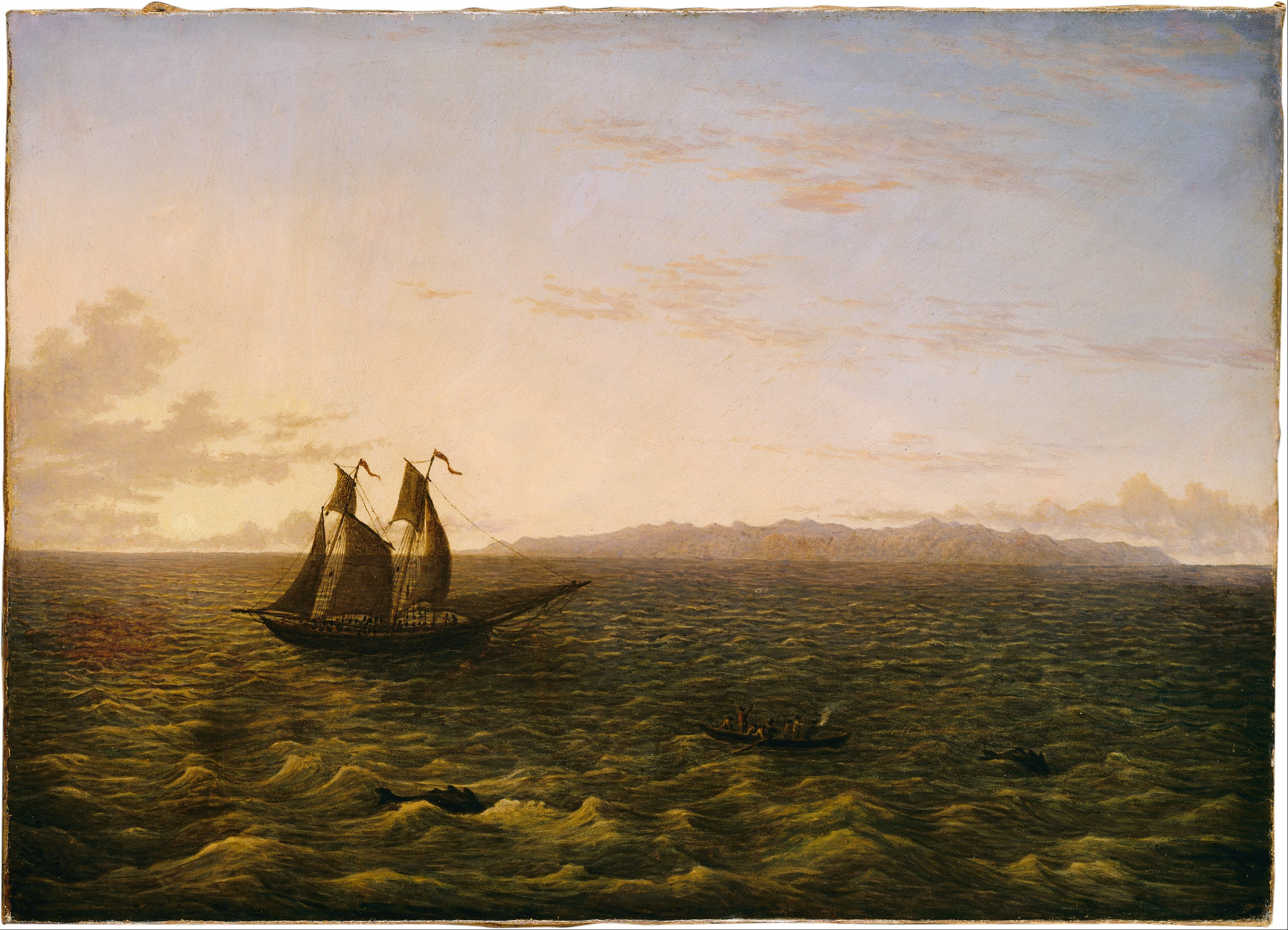
マデイラ島 オーストラリア国立美術館
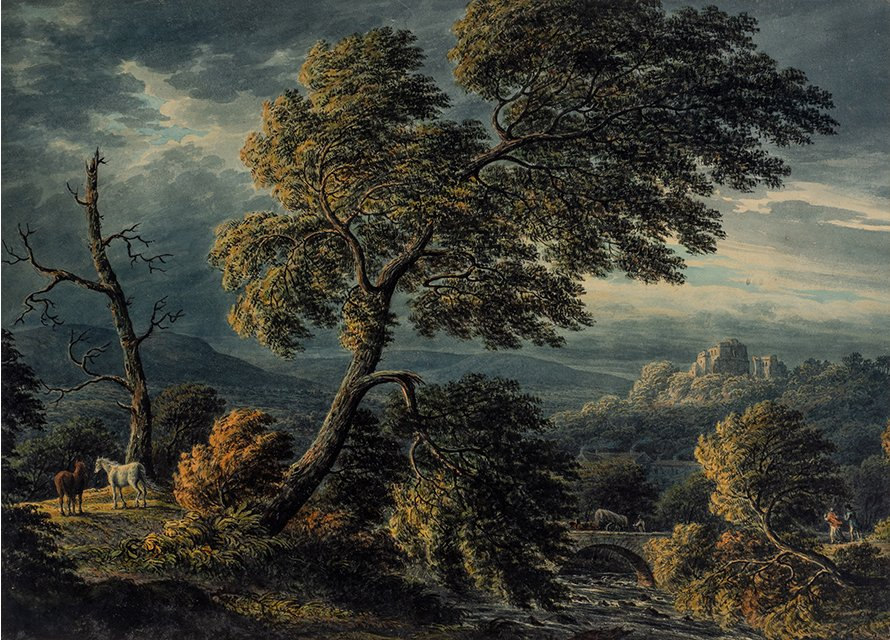
嵐の森の風景の中の人物(c.1831) Bendigo Art Gallery
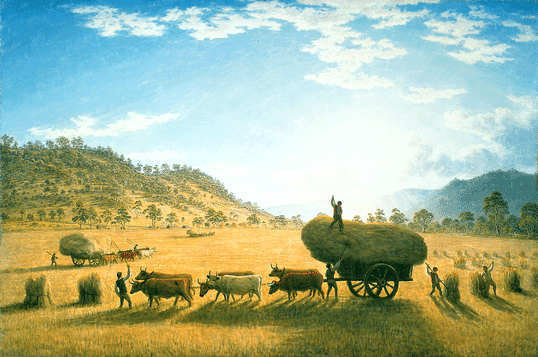
我が家の収穫(1835) タスマニア博物・美術館